# Virgen del canciller Rolin
La Virgen del canciller Rolin es una pintura religiosa realizada en óleo sobre tabla por Jan van Eyck en 1435. Actualmente está expuesta en el Museo del Louvre en París, donde ingresó en 1800 y se exhibe con el título de La Vierge du chancelier Rolin.
En 2024 la obra protagonizó una exposición temporal en el Louvre tras una laboriosa restauración, la primera que se le practicó en unos 80 años y la más profunda desde su llegada al museo .

## Género
Es un cuadro religioso pintado al óleo sobre tabla, pero según el donante también puede ser considerado un retrato. La pintura fue encargada por Nicolás Rolin, canciller de Felipe el Bueno, un importante funcionario de la corte de Borgoña. Van Eyck no sólo plasmó su apariencia física, sino también su temperamento. Se trataba de un político muy arrogante, lo que explica, por ejemplo, que se atreva a estar frente a frente a la Virgen y mirarla fijamente y también el hecho de que tenga el mismo tamaño que ella. Hasta entonces, los cuadros con donante se caracterizaban por ser el comitente de menor tamaño que las figuras sagradas de la Virgen o Jesús y, en segundo lugar, por la presencia de un santo, generalmente el del nombre del donante, que hiciera de intermediario ante la Virgen. A ello se une la ostentación de lujo que describe la posición social del donante.

## Técnica
Es una obra pintada al óleo sobre tabla. El óleo es una técnica basada en la disolución de pigmentos en aceites que fue perfeccionada por los hermanos Van Eyck, hasta el punto de que llegó a atribuírseles erróneamente su invención. El óleo presenta claras ventajas sobre la pintura al temple que era la técnica usada hasta entonces: es más transparente y luminoso, por ello permite un mejor tratamiento de la perspectiva, del aire y de la luz; al ser más consistente, los objetos se pueden representar con mayor exactitud; y seca más despacio por lo que se puede trabajar con mucho sosiego.

## Estilo

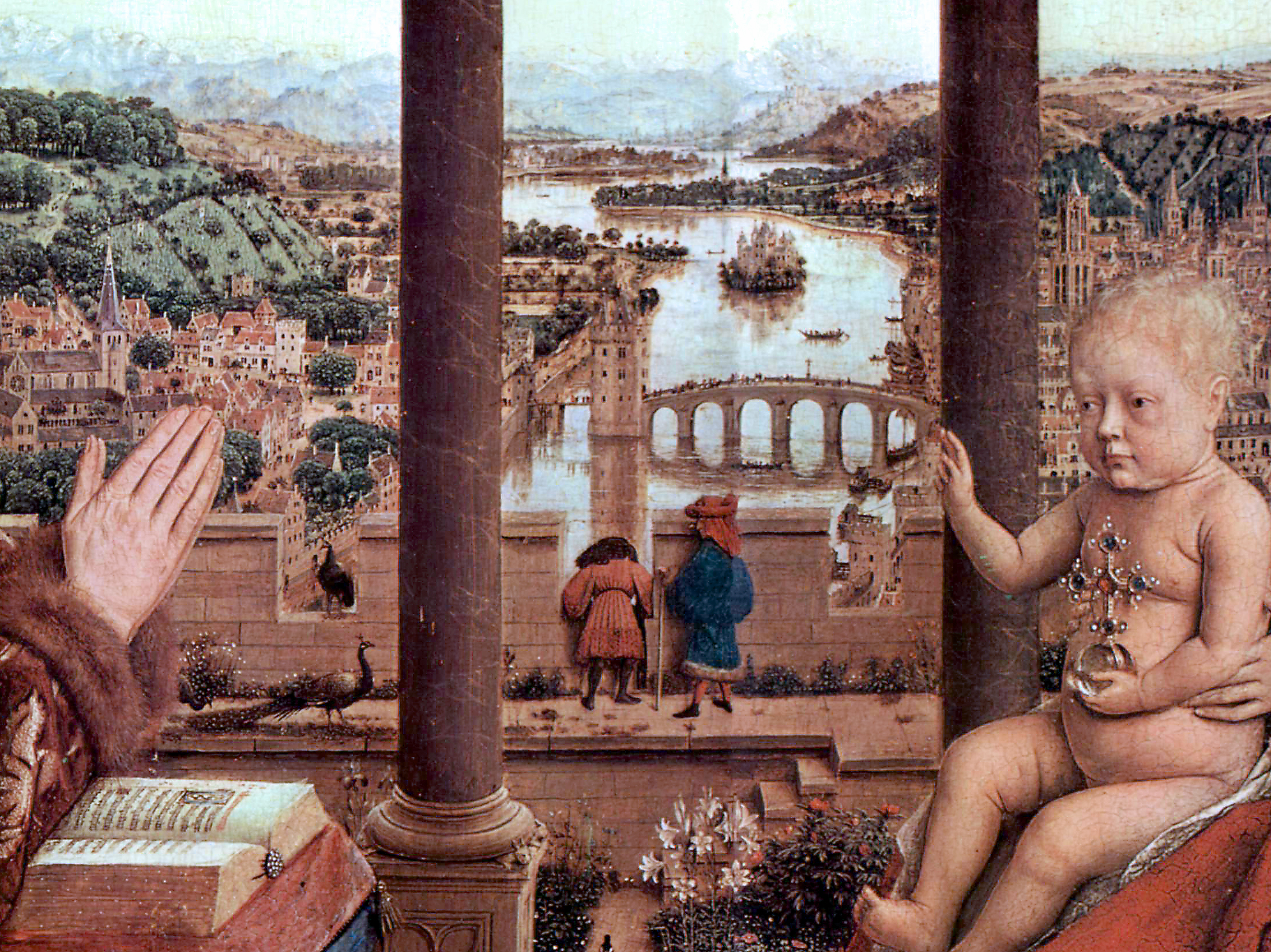
Detalle del fondo.

Van Eyck es el miembro de la escuela de los primitivos flamencos, su estilo tiene, pues, caracteres comunes a todos los pintores del grupo, y otras propias: su estilo es gótico flamenco.

### Minuciosidad
Esta obra se concibió para verla de cerca ya que debía colgarse en una capilla privada del canciller en la catedral de Autun; por eso, los detalles se plasman con una exactitud microscópica, sólo posible gracias al empleo del óleo y de plumillas especiales. En la sacristía de esa catedral estuvo hasta 1800.

### Deleite en la reproducción de objetos
Ya hemos dicho que el canciller Rolin era muy vanidoso, de ahí que el cuadro sea un alarde de riqueza, pero además, los objetos suelen esconder una simbología. El paisaje urbano que se aprecia a través del ventanal, posiblemente sea Lieja, aunque se ha sugerido también que podría ser Maastricht, Utrecht o Autun. Pero esa urbe es también una metáfora de la Nueva Jerusalén, o una referencia gráfica a las dos ciudades de San Agustín: la Ciudad Terrenal, a nuestra izquierda, y la Ciudad Celestial, a nuestra derecha, es decir, la Ciudad de Dios. Sería por lo tanto más bien una ciudad ideal construida a partir de edificios que podrían remitir a la realidad. El puente, en cambio, alude al puente de Montereau donde fue asesinado Juan Sin Miedo, y que entró en el acuerdo de paz (Tratado de Arras) que el canciller Rolin logró entre Borgoña y Francia.
Más cerca, bajo la ventana, el huerto, desde donde dos personajes miran el panorama, es un edén simbólico, alegoría del Paraíso Terrenal. Otros autores apuntan a que esa balconada, llena de flores simbólicas, aludiría al hortus conclusus, el jardín cerrado que representa la virginidad de María. Todos estos símbolos sociales y religiosos se vinculan a la presencia de la Virgen y del Niño, ya que en el jardín aparecen pavos reales (que es una de las señales de Cristo) y azucenas (que son la divisa de la Virgen). En cualquier caso, son elementos (el libro que tiene abierto el cardenal, las plantas y las flores, los animales y las personas, paisaje) que Jan van Eyck pinta con gran detallismo.
Se presta gran atención a la corona de oro que un ángel sostiene sobre la cabeza de la Virgen, con una filigrana de oro y piedras preciosas. En los capiteles de las columnas se pueden apreciar distintas escenas religiosas, como Adán y Eva, Caín y Abel o la embriaguez de Noé.

### El hieratismo
Se explica por el ambiente en el que se desenvolvía este pintor. Se trata de la corte borgoñona en la que el canciller Rolin fue uno de los personajes más relevantes. Esta corte era muy protocolaria, frecuentada por personas muy cultas y ceremoniosas, de ahí el alto nivel cultural que exige interpretar sus pinturas.

### La perspectiva
Era otra de las constantes de Van Eyck, y la consigue por medio de efectos geométricos (el enlosado del suelo, los arcos laterales de la estancia…) y atmosféricos.